# Acer maximowiczianum
Acer maximowiczianum é uma espécie de árvore do gênero Acer, pertencente à família Aceraceae.